# Lucius Henderson
Lucius Henderson, nato  Lucius Julius Henderson (Aldo, 8 giugno 1861 – New York, 18 febbraio 1947), è stato un regista e attore statunitense che, negli anni dieci del Novecento, diresse più di ottanta pellicole mute.

## Biografia
Musicista di formazione classica, cominciò a lavorare nei primi anni dieci nel cinema con la Thanhouser Company. Lavorò poi per la Majestic e per la Motion Picture Company. Girò nel 1912 con Dr. Jekyll and Mr. Hyde, una delle prime versioni cinematografiche del capolavoro di Stevenson.
Nel 1915, passò agli Universal Studios. Dopo aver diretto più di ottanta film, si ritirò dal cinema nel 1917. Negli anni venti, ritornò sul set ma questa volta come attore, interpretando una mezza dozzina di film. All'avvento del sonoro, passò a lavorare per la radio.
Morì a New York nel 1947.

## Filmografia
La filmografia è completa 

### Regista
- When Love Was Blind (1911)
- Adrift (1911)
- The Imposter (1911)
- The Lady from the Sea (1911)
- Dr. Jekyll and Mr. Hyde (1912)
- The Poacher (1912)
- My Baby's Voice (1912)
- The Star of the Side Show (1912)
- An Easy Mark (1912)
- The Baby Bride (1912)
- When Mandy Came to Town (1912)
- The Little Shut-In (1912)
- Dottie's New Doll (1912)
- Her Secret (1912)
- On the Stroke of Five (1912)
- Why Tom Signed the Pledge (1912)
- The Night Clerk's Nightmare (1912)
- The Twins (1912)
- Farm and Flat (1912)
- The Professor's Son (1912)
- Doggie's Debut (1912)
- Under Two Flags (1912)
- The Merchant of Venice (1912)
- Cousins (1912)
- As Others See Us (1912)
- Lucile (1912)
- Undine (1912)
- The Little Girl Next Door (1912)
- Some Fools There Were - cortometraggio (1913)
- The Pretty Girl in Lower Five - cortometraggio (1913)
- When Dreams Come True - cortometraggio (1913)
- The Way to a Man's Heart - cortometraggio (1913)
- His Heroine - cortometraggio (1913)
- Her Neighbor - cortometraggio (1913)
- An Honest Young Man - cortometraggio (1913)
- The Idol of the Hour - cortometraggio (1913)
- Won at the Rodeo - cortometraggio (1913)
- Cymbeline - cortometraggio (1913)
- Carmen - cortometraggio (1913)
- Tannhäuser - cortometraggio (1913)
- The Oath of Tsuru San - cortometraggio (1913)
- Sapho - cortometraggio (1913)
- The Tomboy's Race - cortometraggio (1913)
- Salomy Jane, co-regia di William Nigh (1914)
- On Dangerous Ground (1915)
- The Bribe (1915)
- The Golden Spider  (1915)
- Mary's Duke (1915)
- The Supreme Impulse (1915)
- The Rustle of a Skirt (1915)
- The Broken Toy (1915)
- The Honor of the Ormsbys (1915)
- The Blank Page (1915)
- The Girl Who Had a Soul (1915)
- A Witch of Salem Town (1915)
- The Judgment of Men (1915)
- A Daughter of the Nile (1915)
- Circus Mary (1915)
- The Little White Violet (1915)
- Jeanne of the Woods (1915)
- The Taming of Mary (1915)
- Under Southern Skies (1915)
- The Woman Who Lied (1915)
- Li'l Nor'wester (1915)
- The Tale of the 'C' (1915)
- The Heart of a Mermaid (1916)
- A Sea Mystery (1916)
- Artistic Interference (1916)
- Madame Cubist (1916)
- The Strength of the Weak (1916)
- The Little Fraud (1916)
- Thrown to the Lions (1916)
- The Girl Who Feared Daylight (1916)
- The Huntress of Men (1916)
- The Three Wishes (1916)
- The Limousine Mystery (1916)
- The Scarlet Mark (1916)
- Behind the Veil (1916)
- The Garden of Shadows (1916)
- A Splash of Local Color (1916)
- The Trail of Chance (1916)
- Love's Masquerade (1916)
- Cheaters (1916)
- Stolen Honors (1916)
- The Beautiful Impostor (1917)
- The Untamed (1917)
- To the Highest Bidder (1917)

### Attore
- Toilers of the Sea, regia di Roy William Neill (1923)
- A Man Must Live, regia di Paul Sloane (1925)
- La casa degli eroi (The New Commandment), regia di Howard Higgin (1925)
- White Mice, regia di Edward H. Griffith (1926)
- The Great Deception, regia di Howard Higgin (1926)
- Once in a Blue Moon, regia di Ben Hecht e Charles MacArthur (1935)